# Walter Pfrimer

Walter Pfrimer

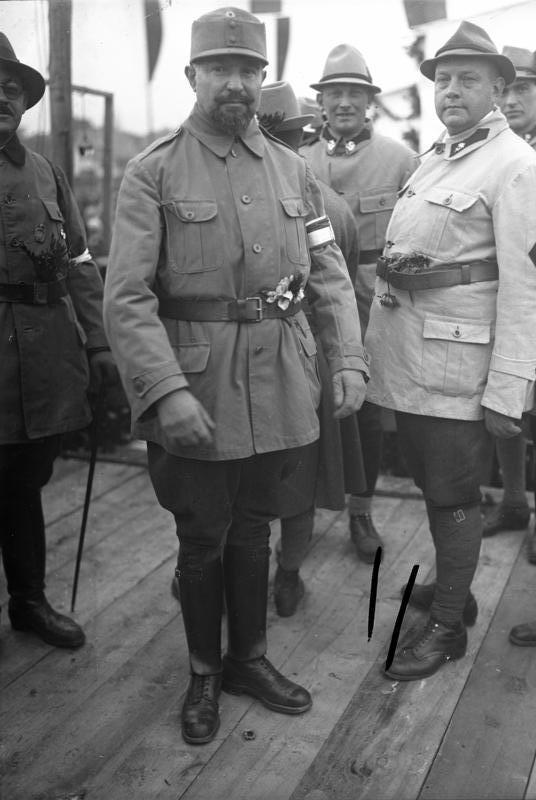
Walter Pfrimer (rechts) in Heimwehruniform neben dem Bundesführer vom Österreichischen Heimatschutz Richard Steidle (links) auf der Heimwehr-Tribüne auf der Neuklosterwiese beim Aufmarsch der Heimwehr und des Schutzbundes in Wiener Neustadt am 7. Oktober 1928

Walter Pfrimer (* 22. Dezember 1881 in Marburg an der Drau, Herzogtum Steiermark, Österreich-Ungarn; † 31. Mai 1968 in Judenburg) war ein österreichischer Rechtsanwalt und Burschenschafter sowie Gründervater und langjähriger Leiter des Steirischen Heimatschutzes, des größten und wichtigsten Segments der österreichischen Heimwehrbewegung. 1931 initiierte er den Pfrimer-Putsch, der die Heimwehr in Österreich an die Macht bringen wollte.

## Leben
Während seines Studiums wurde er 1902 Mitglied der Akademischen Burschenschaft Ostmark Graz. In einem stark deutschnationalen Umfeld aufgewachsen und politisch sozialisiert, war Pfrimer ein überzeugter Deutschnationaler und erklärter Gegner der Sozialdemokratie. Politische Parteien und den Parlamentarismus lehnte er strikt ab und trat offen für ein autoritäres politisches System und den Anschluss Österreichs ans Deutsche Reich ein.

Pfrimer begründete 1918 den Deutschen Volksrat in Judenburg und führte diese Organisation 1922 in den Steirischen Heimatschutz über. Sein politischer Aufstieg hatte vor allem mit seinen organisatorischen Fähigkeiten zu tun, ansonsten war er als Anführer wenig geeignet: 

„Walter Pfrimer hatte keinerlei Ausstrahlung: Verglichen mit anderen politischen Führern seiner Zeit war er schon bei Jahren, außerdem beleibt, physisch unattraktiv, fast taub und ein schlechter Redner.“

Als Landesleiter des Steirischen Heimatschutzes war Pfrimer maßgeblich für den radikalen deutschnational-antisemitischen Kurs innerhalb des Steirischen Heimatschutzes und – damit verbunden – die zunehmende innenpolitische Radikalisierung in der Steiermark während der Zwischenkriegszeit verantwortlich. Seine Machtstellung als Bundesführer der österreichischen Heimwehrbewegung nutzte Pfrimer im September 1931 zu einem Staatsstreich gegen die Regierung von Bundeskanzler Karl Buresch, dessen Ziel es war, in Österreich eine „Heimwehrregierung“ an die Macht zu bringen, die das politische System Österreichs im Sinne der Heimwehren grundlegend hätte umgestalten sollen. Das Scheitern dieses Staatsstreiches, der nach seinem Urheber Pfrimer-Putsch genannt wird, ließ die österreichische Heimwehrbewegung in einem weitgehend zerrütteten Zustand zurück und förderte innerhalb des Steirischen Heimatschutzes jene Kräfte, die für eine politische Zusammenarbeit mit den aufstrebenden Nationalsozialisten eintraten. Pfrimer selbst flüchtete zunächst über die Grenze nach Marburg im Königreich Jugoslawien, stellte sich jedoch danach einem Gerichtsverfahren in Österreich und wurde im Dezember 1931 freigesprochen.
Pfrimer stand dem Nationalsozialismus ideologisch nah und trug durch sein politisches Agierens wesentlich dazu bei, das Terrain für die NSDAP politisch aufzubereiten. Enttäuscht vom Ständestaat trat er zum 24. April 1933 auch offiziell der NSDAP bei (Mitgliedsnummer 1.608.595). Nach dem „Anschluss“ (1938) wurde Pfrimer zwar in den Großdeutschen Reichstag gewählt – ein Gremium, das zu dieser Zeit keinerlei politische Macht mehr hatte –, trat aber ansonsten kaum mehr in der Öffentlichkeit auf. Nach dem Zweiten Weltkrieg war er von 1945 bis 1947 inhaftiert. Danach war er wieder als Rechtsanwalt tätig. Seinen Lebensabend verbrachte er in Judenburg, wo er auch starb und begraben wurde.